# Kido Takayoshi
Kido Takayoshi (木戸孝允?  Hagi, Choshu, 11 de agosto de 1833 - 26 de mayo de 1877), también conocido como Kido Kōin fue un estadista japonés durante el bakumatsu y la Restauración Meiji. Usó el seudónimo de Niibori Matsusuke (新堀松輔?) cuando trabajó en contra del shōgun. 

## Primeros años
Fue el segundo hijo de Wada Masakage, que fue médico del dominio de Choshu. Fue adoptado por la familia Katsura a los siete años y hasta 1865 tenía como nombre Katsura Kogorō. Fue educado en la academia de Yoshida Shoun, donde adoptó la filosofía del lealismo imperial.
En 1852 viajó a Edo para convertirse en un espadachín, y estableció contactos con los samurái radicales del dominio de Mito, también aprendió técnicas de artillería y construcción de barcos al estilo occidental. Retornó a Choshu para supervisar la construcción del primer barco de guerra de estilo occidental.

## Caída de los Tokugawa
Después de 1858, Kido estuvo en Edo donde servía como contacto entre la burocracia del shogunato y los elementos radicales que respaldaban el movimiento de Sonnō jōi. Debido a las sospechas del shogunato sobre sus relaciones con los lealistas de Mito que asesinaron a Andō Nobumasa, fue trasladado a Kioto. Fue incapaz de prevenir el golpe de Estado del 30 de septiembre de 1863 por las fuerzas de los dominios de Satsuma y Aizu, que desalojaron de la ciudad a las fuerzas de Choshu. Se involucró en un intento de retomar el control de la ciudad el 20 de agosto de 1864, y se tuvo que esconder con una geisha de nombre Ikumatsu, que sería su futura esposa.
Cuando elementos radicales bajo Takasugi Shinsaku obtuvieron el control político de Choshu, Kido fue usado como el mediador del establecimiento de la Alianza Satchō entre ambos dominios y que batallarían en la Guerra Boshin y estarían involucrados en la Restauración Meiji contra el shogunato Tokugawa.

## Estadista en la era Meiji
Con la caída del shogunato Tokugawa, Kido tuvo una presencia importante en el gobierno Meiji. Como consejero imperial diseñó el Juramento en Cinco Artículos e inició políticas de centralización y modernización. También se involucró en la abolición de los feudos en Japón.
En 1871 viaja a Estados Unidos y Europa para conocer el sistema educativo en Occidente. A su regreso, se convirtió en uno de los defensores del establecimiento de un gobierno constitucional y estaba opuesto a la meta de convertir Japón en una potencia que rivalizara a las naciones occidentales.
Kido perdió su posición dominante en la oligarquía Meiji y protestó por la Expedición japonesa a Taiwán de 1874.
En 1875 Kido vuelve al gobierno y se convierte en presidente de la Asamblea de Gobernadores Prefecturales. También fue el responsable de la educación del Emperador Meiji.
Durante la Rebelión de Satsuma de 1877, murió de manera natural a los 43 años.